# GOA Games Services

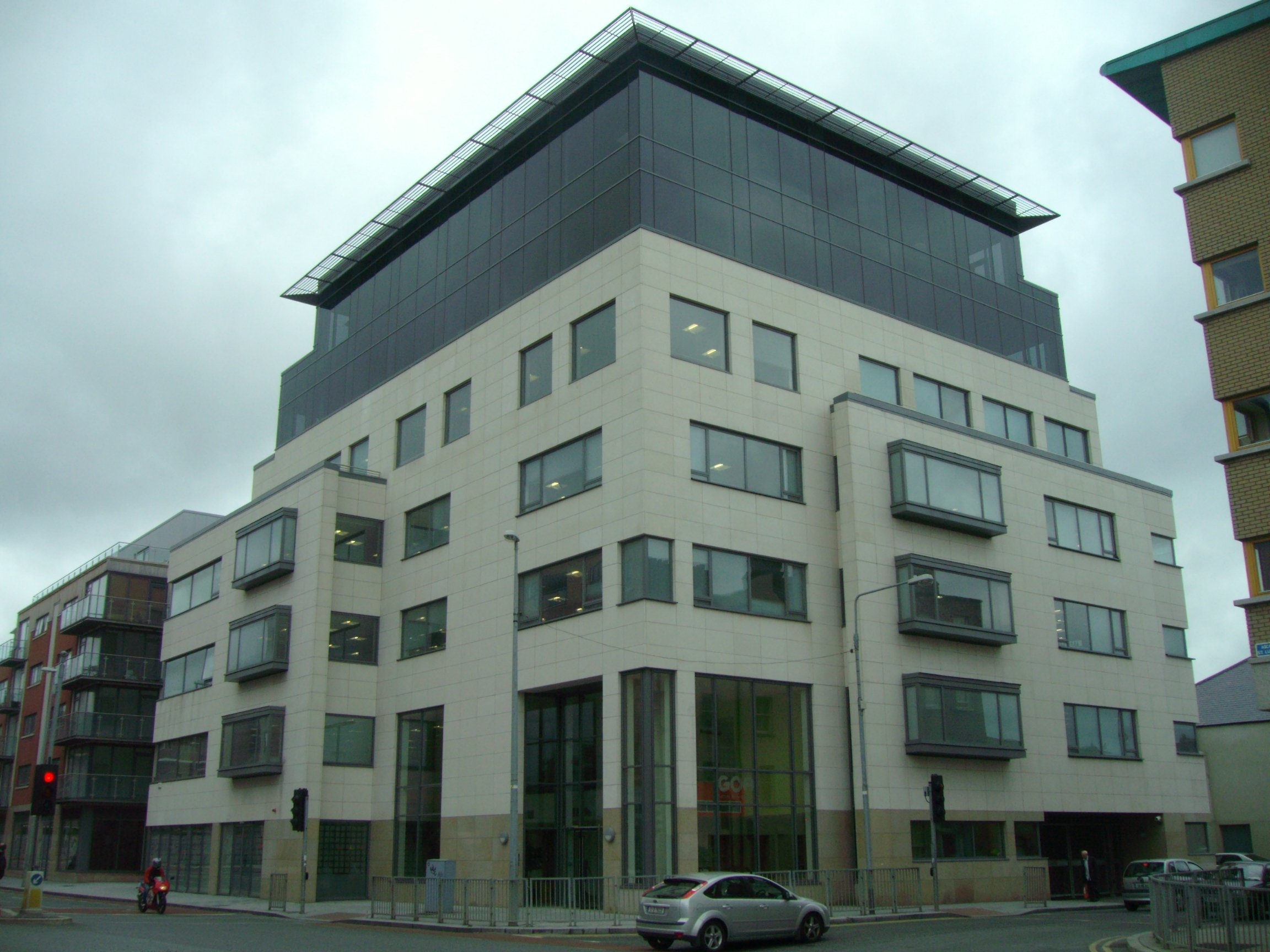
GOA-Zentrale in Dublin (2008)

GOA Games Services Ltd., kurz GOA, war ein Verleger für Computerspiele. Die 1997 gegründete und 2010 aufgelöste Tochtergesellschaft der France Télécom (bzw. Abteilung der France-Télécom-Tochter Orange) war spezialisiert auf Mehrspieler-Spiele, insbesondere auf Online-Spiele. Die Zentrale befand sich zuerst in Paris und wurde 2008 nach Dublin verlegt, in die Hauptstadt der Republik Irland. Vor dem Ende von GOA gab das Unternehmen nach und nach die von ihm betreuten Computerspiele ab oder auf.
Besonders bekannte Massively Multiplayer Online Role-Playing Games (MMORPGs), die von Mythic Entertainment entwickelt und von GOA in Europa vertrieben und betreut wurden, sind Dark Age of Camelot (2001–2010) und Warhammer Online: Age of Reckoning (2008–2010). Insbesondere auf die Übersetzung und Lokalisierung der Spiele für den europäischen Markt legte GOA großen Wert (siehe auch Regionalisierung). Von 2009 bis 2010 vertrieb GOA auch League of Legends von Riot Games in Europa.
Das Online-Portal goa.com konzentrierte sich auf die Bereitstellung kostenloser Online-Spiele. GOA arbeitete auch an der Entwicklung kostenloser MMORPG, die sich unter Verzicht auf regelmäßige Beitragszahlungen allein durch Micropayments für Komfortfunktionen finanzieren sollten.
Seit Ende 2009 hat GOA ein Projekt nach dem anderen auf- oder zurückgegeben. So wurden im Dezember 2009 Warrior Epic, Kart ’n Crazy und Mytheon aufgegeben. Im Februar 2010 wurde Dark Age of Camelot an Mythic Entertainment zurückgegeben, im Mai 2010 League of Legends an Riot Games und im Juni 2010 schließlich Warhammer Online: Age of Reckoning, ebenfalls an Mythic Entertainment. Im Laufe des Juli 2010 wurde ebenfalls das asiatische Anime-Golfspiel Pangya an Galaxy Games übergeben.